# بخش ایزدخواست
بخش ایزدخواست یکی از بخش‌های شهرستان زرین‌دشت در استان فارس ایران است.

## جمعیت
بنابر سرشماری مرکز آمار ایران، جمعیت بخش ایزد خواست شهرستان زرین دشت در سال ۱۳۹۵ برابر با ۱۸٬۹۲۴ نفر بوده‌ است.

## تقسیمات کشوری
- بخش ایزدخواست
  - دهستان ایزدخواست شرقی
  - دهستان ایزدخواست غربی

شهر: شهر پیر